# Verificare eshatologică
Verificarea eshatologică descrie un procedeu prin care o propoziție poate fi verificată după moarte. O propoziție precum „există o viață de apoi” este verificabilă dacă este adevărată dar nu este falsificabilă dacă e falsă (dacă este falsă, persoana nu va ști că este falsă, deoarece nu este în starea de a fi). Termenul este folosit cel mai mult în legătură cu Dumnezeu și viața de apoi, deși pot exista și alte propoziții - precum propozițiile morale - care pot fi verificate după moarte.
John Hick a exprimat premiza sub forma unei alegorii a unei călătorii către un Oraș Celest. În această parabolă, un teist și un ateu merg pe același drum. Teistul crede că există o destinație, iar ateul crede că nu există. Dacă aceștia ajung la destinație, se va dovedi că teistul avea dreptate; dar dacă nu există nicio destinație pe un drum nesfârșit, acest lucru nu poate fi verificat niciodată. Aceasta este o încercare de a explica cum un teist se așteaptă la o formă a vieții sau existenței după moarte iar un ateu nu se așteaptă. Ambii au sisteme de credință separate în concordanță cu care își trăiește viața fiecare, dar logic unul are dreptate iar celălalt nu. Dacă teistul are dreptate, se va dovedi atunci când ajunge în viața de apoi. Dar dacă ateul are dreptate, ambii vor fi pur și simplu morți și nimic nu se va verifica.
Aceasta funcționează ca răspuns la Verificaționism. În cadrul analogiei lui Hick susținerile privind viața de apoi sunt verificabile „în principiu” deoarece adevărul devine clar după moarte. Într-o anumită măsură este, prin urmare eronat a susține că limbajul religios nu se poate verifica, deoarece se poate (atunci când ești mort).